# Galeosoma
Genre
Galeosoma est un genre d'araignées mygalomorphes de la famille des Idiopidae.

## Distribution
Les espèces de ce genre se rencontrent en Afrique australe.

## Liste des espèces
Selon World Spider Catalog (version 14.0, 2013) :
- Galeosoma coronatum Hewitt, 1915
- Galeosoma crinitum Hewitt, 1919
- Galeosoma hirsutum Hewitt, 1916
- Galeosoma mossambicum Hewitt, 1919
- Galeosoma pallidum Hewitt, 1915
- Galeosoma planiscutatum Hewitt, 1919
- Galeosoma pluripunctatum Hewitt, 1919
- Galeosoma robertsi Hewitt, 1916
- Galeosoma schreineri Hewitt, 1913
- Galeosoma scutatum Purcell, 1903
- Galeosoma vandami Hewitt, 1915
- Galeosoma vernayi Hewitt, 1935

## Publication originale
- Purcell, 1903 : New South African spiders of the families Migidae, Ctenizidae, Barychelidae Dipluridae, and Lycosidae. Annals of the South African Museum, vol. 3, p. 69-142 (texte intégral).